# Vito Idžan
Vito Idžan (* 10. Juni 2003 in Zagreb) ist ein kroatischer Eishockeyspieler, der seit 2024 beim KHL Sisak unter Vertrag steht und derzeit mit dem Klub in der Alps Hockey League und der kroatischen Eishockeyliga spielt. Sein Bruder Bruno ist ebenfalls kroatischer Nationalspieler.

## Karriere
Vito Idžan begann seine Karriere als Eishockeyspieler im Jugendbereich von KHL Mladost Zagreb. Von 2018 bis 2020 spielte er beim HK Slavija Junior Ljubljana, bei dem er auch zu ersten Einsätzen in der International Hockey League und der slowenischen Eishockeyliga kam. 2020 wechselte er in den Juniorenbereich des Nyköpings HK, kehrte aber bereits nach wenigen Wochen zum KHL Mladost Zagreb zurück und wurde mit ihm 2021 kroatischer Meister. Nachdem er von 2021 bis 2023 in der tschechischen U20-Liga beim Mountfield HK gespielt hatte, kehrte er zum KHL Mladost Zagreb und spielte dort in der International Hockey League. 2024 wechselte er zum KHL Sisak, bei dem er in der Alps Hockey League und in der kroatischen Eishockeyliga aktiv ist.

### International
Für Kroatien nahm Idžan im Juniorenbereich an den U18-Weltmeisterschaften 2018 und 2019 in der Division II sowie den Division-II-Turnieren der U20-Junioren-Weltmeisterschaften 2020, 2022, als er als Topscorer und bester Vorbereiter auch zum besten Stürmer des Turniers gewählt wurde, und 2023, als er als bester Spieler seiner Mannschaft maßgeblich zum Aufstieg in die Division I beitrug, teil.
Sein Debüt in der Herren-Nationalmannschaft der Kroaten gab er bei den Weltmeisterschaften der Division II 2022. Dort spielte er auch 2023 und 2024, als der Aufstieg in die Division I gelang. Zudem vertrat er seine Farben bei der Olympiaqualifikation für die Winterspiele in Mailand 2026.

## Erfolge und Auszeichnungen
- 2021 Kroatischer Meister mit dem KHL Mladost Zagreb
- 2022 Aufstieg in die Division II, Gruppe A, bei der U20-Weltmeisterschaft der Division II, Gruppe B
- 2022 Topscorer, bester Vorbereiter und bester Stürmer bei der U20-Weltmeisterschaft der Division II, Gruppe B
- 2023 Aufstieg in die Division I, Gruppe B, bei der U20-Weltmeisterschaft der Division II, Gruppe A
- 2024 Aufstieg in die Division I, Gruppe B, bei der Weltmeisterschaft der Division II, Gruppe A